# 平岸天神
平岸天神（ひらぎしてんじん）は、北海道札幌市豊平区に所在する郷土芸能団体である。正式名称は平岸天神ソーラン踊り保存会。

## 概要
平岸天神には高校生以上を対象とした「平岸天神」の他に「平岸天神ジュニア」「平岸天神マスターズ」の計3チームがある。
作品作りは、「4S」（「Speed:スピード」「Sharp:切れの良さ」「Strong:力強さ」「Smile:笑顔」）を基本に、北海道の労働歌「ソーラン節」に込められた思いを踊りで表現する。毎年、新しい作品を作るが過去の作品は使い捨てではなく、イベント等で披露する。
平岸天神ジュニア
平岸天神ジュニアは「平岸天神太鼓保存会結成10周年・平岸天神ソーラン踊り保存会結成5周年合同記念公演」を機に1997年に中学生以下を対象に結成されたチームである。平岸天神のメンバーによる指導の下で過去の作品を継承している。2007年は結成10周年を迎えたことから初めてオリジナルの作品を作った。
平岸天神マスターズ
平岸天神マスターズは、祭りを楽しむ事を主眼として2006年にOB・OGなどを対象に結成されたチームである。

## 沿革
1987年、札幌市豊平区平岸にある平岸中央商店街のバックアップの下、平岸の歴史と開墾の精神を郷土芸能として伝承する事を目指し、母体となる「平岸天神太鼓保存会」が結成。
1992年、『もう一つの平岸の郷土芸能』を目指し、平岸天神ソーラン踊り保存会が設立。
第2回から参加するYOSAKOIソーラン祭り(以下、YOSAKOI)における活躍（参加チーム中、最多の大賞受賞を誇る）によって、特に北海道内で広く認知されるようになる。1996年にラスベガスにて海外初公演を果たし、その後も2002年香港公演、同年北京公演（日中友好30周年記念式典）や、2008年北海道洞爺湖サミットをはじめ、国内外のイベントにも多数参加している。

### 年表
- 1987年 - 母体となる平岸天神太鼓保存会を発足
- 1992年 - 平岸天神ソーラン踊り保存会を設立
- 1993年 - YOSAKOI初出場、セントラル賞初受賞
- 1994年 - 初のYOSAKOIソーラン大賞を受賞
- 1995年 - YOSAKOIソーラン大賞を受賞し、2連覇達成
- 1996年 - 初のラスベガス海外公演
- 2002年 - 香港公演、北京公演
- 2007年 - 平岸天神太鼓保存会結成20周年・平岸天神ソーラン踊り保存会結成15周年の合同記念公演が開催
- 2008年 - 第34回主要国首脳会議で演舞を披露

## テーマ
| - 1993年 - 起承の舞 - 1994年 - 群雄の舞 - 1995年 - 大輪の舞 - 1996年 - 怒涛の舞 - 1997年 - 風雅青乱の舞 - 1998年 - 海誓心叫の舞 - 1999年 - 湧き上がる喜び - 2000年 - 荒ぶる鼓動 - 2001年 - 拡がる楽しさ - 2002年 - 真髄 - 2003年 - 躍動する肉体 - 2004年 - 「色」150の思い - 2005年 - 鼓魂-DO-/ -飛沫- | - 2006年 - 荒飛沫-/ -賑和- - 2007年 - 鼓舞 - 2008年 - 踏ん張る - 2009年 - 神楽 - 2010年 - 笑う門には福来る - 2011年 - 平岸天神漁歌 - 2012年 - 心踊り体衝き動かす - 2013年 - 溢れる力 - 2014年 - 天真爛漫 - 2015年 - 摑む | - 2016年 - 弥栄を願って！ - 2017年 - 先駆ける、力強く - 2018年 - 一か八か - 2019年 - 前へ踏み出せ、前へ！ - 2021年 - 歓喜のBEAT - 2022年 - 活声 - 2023年 - 風に聞け、波に乗れ - 2024年 - 一心、天を衝く - 2025年 - どんと！賑やかに |

## YOSAKOIソーラン祭り受賞歴
- YOSAKOIソーラン大賞:11回
  - 1994年、1995年、1998年、1999年、2003年、2008年、2009年、2012年、2015年、2017年、2024年
- 準YOSAKOIソーラン大賞:12回
  - 1996年、1997年、2002年、2004年、2006年、2007年、2010年、2013年、2018年、2019年、2023年、2025年
- セントラル賞:1回
  - 1993年
- 支部長賞:1回
  - 2005年
- 優秀賞:3回
  - 2014年[5].2016年.2022年
- 地方車賞:10回
  - 2012年[6]、2013年[7]、2014年[5]、2015年、2016年、2018年、2019年、2023年、2024年